# Avenue Maréchal Foch (Bruxelles)
Pour les articles homonymes, voir Avenue Foch.
L'avenue Maréchal Foch (en néerlandais : Maarschalk Fochlaan), anciennement rue Royale Sainte-Marie, est une avenue bruxelloise de la commune de Schaerbeek.

## Situation et accès
Elle va de la place Colignon à la place Eugène Verboekhoven en passant par la rue des Ailes, la rue Fraikin et l'avenue Voltaire.
La numérotation des habitations va de 3 à 89 pour le côté impair et de 2 à 98 pour le côté pair.

## Origine du nom
La rue porte le nom d'un maréchal de France, Ferdinand Foch, né à Tarbes le 2 octobre 1851 et décédé à Paris le 20 mars 1929.

## Bâtiments remarquables et lieux de mémoire
- no 7 : Maison classée par arrêté royal le 12 septembre 1996
- no 9 : Maison privée et bureau de l'architecte Art nouveau Henri Jacobs (classée en date du 12 septembre 1996)
- no 11 : Maison classée par arrêté royal le 12 septembre 1996
- no 59 : Immeuble du Foyer Schaerbeekois
- no 80 : Emanuel Hiel y a vécu